# Волфганг Ширмахер
Волфганг Ширмахер (1944- ) издавач је и предавач у области филозофије.  Издао је многе чланке и књиге. Истовремено развијао је програме у различитим филозофским дисциплинама на многим универзитетима. Тренутно је руководилац програма Медији и комуникације на Европској завршеној школи Сас-Фију у Швајцарској.